# Atessa
Atessa es una localidad de 10 455 habitantes en la provincia de Chieti, Italia. Forma parte de la Comunità Montana Valsangro.

## El Territorio
Situada en el valle bajo del río Sangro, Atessa, con sus 11.003 hectáreas, es el municipio más extenso de la provincia de Chieti.
Su vasto territorio, del que una pequeña parte, en forma de cinta, está situada al sur del municipio de Tornareccio. El municipio de Atessa limita con 18 municipios, y comprende 74 fracciones. El territorio parte de la zona del valle de Sangro, con una altura de 55 m sobre el nivel del mar, y llega hasta unos 876 m en Fonte Campana, con un desnivel superior a los 800 m.

## Economía
En el territorio de Atessa pueden verse cuatro realidades con características económicas muy distintas: la capital, en la que prevalecen las actividades terciarias; la zona de colinas, de economía exclusivamente agrícola; la zona de montaña, boscosa y aún hoy poco habitada; el valle, implicado en un intenso proceso de industrialización.

## Evolución demográfica
| Gráfica de evolución demográfica de Atessa entre 1861 y 2001 |
|                                                              |
| Fuente ISTAT - elaboración gráfica de Wikipedia              |